# Sintel
Pour plus de détails, voir Fiche technique et Distribution.

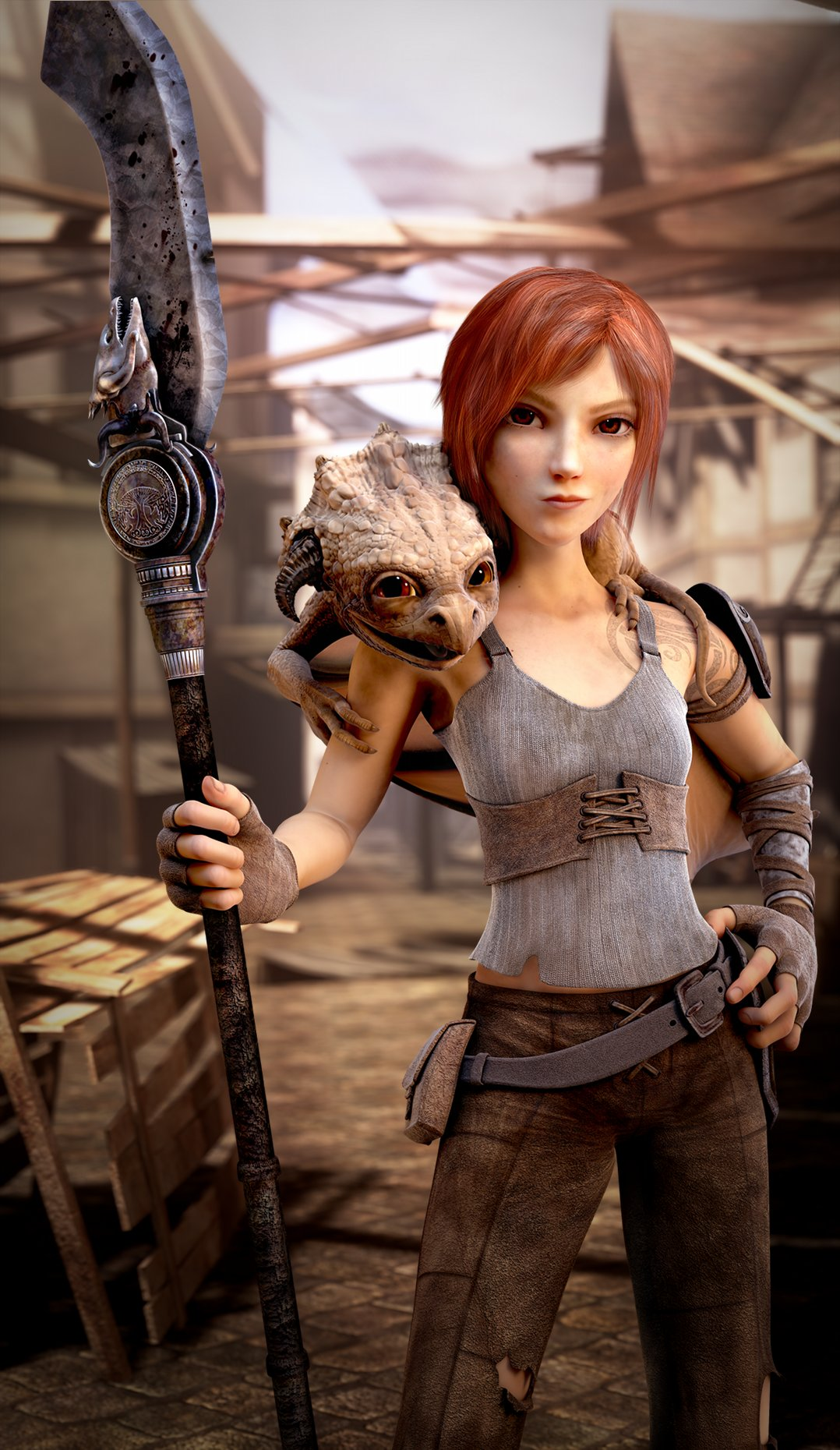
Sintel et Scales sur son épaule. Couverture nue du magazine 3D World.

Sintel est un court métrage d'animation néerlandais réalisé par Colin Levy, sorti en 2010.
Ce film est le troisième court métrage libre de la fondation Blender, après Elephants Dream et Big Buck Bunny. Sous le nom de code « Durian », il a été réalisé en grande partie à l'aide de logiciels open source (seule la partie sonore a utilisé des logiciels propriétaires), principalement Blender. Le film est disponible sur Internet depuis le 30 septembre 2010 sous licence Creative Commons Attribution 3.0, et l'équipe de production prévoit de fournir en ligne les fichiers qui ont servi à sa réalisation.

## Synopsis
Une jeune femme solitaire, Sintel, secourt et se lie d'amitié avec un dragonneau, qu'elle nomme Scales. Mais lorsque celui-ci se fait enlever par un dragon adulte, Sintel décide de se lancer dans une dangereuse quête pour retrouver son compagnon.

## Réalisation
Le concept original a été imaginé par Martin Lodewijk, connu aux Pays-Bas pour ses comics, mais le script final a été écrit par Esther Wouda, en collaboration avec Colin Levy (réalisateur), David Revoy (concept art), et Ton Roosendaal (producteur). L'équipe, formée de volontaires sélectionnés parmi 150 candidats, était d'abord composée de six artistes et de deux développeurs, rejoints ensuite par cinq autres artistes pendant la production.
Pour rendre certaines scènes, une version spéciale de Blender 2.5 (la render branch) a été utilisée : cette dernière avait été améliorée au niveau du moteur de rendu afin de pouvoir gérer certaines fonctionnalités importantes qui étaient absentes du moteur de rendu interne de Blender 2.5 (en particulier la GI). De ce fait, la qualité du rendu du film Sintel est hétérogène puisque des scènes ont été rendues avec le moteur de rendu initial de Blender (on y remarque l'absence d'illumination indirecte).
Sa production a été annoncée le 5 mai 2009, pour une réalisation à partir du 1er septembre 2009. La première projection officielle s'est déroulée le 27 septembre 2010 aux Pays-Bas.

## Objectifs du projet
Les objectifs du projet Durian sont similaires à ceux de Elephants Dream ou Big Buck Bunny :
- Améliorer le logiciel Blender en le plaçant dans les conditions de production réelle et professionnelles. Cette fois, le projet doit valider la conception de la version majeure 2.50 du logiciel.
- Valider la crédibilité de Blender auprès des artistes.
- Promouvoir Blender.
- Mettre à l'épreuve une chaîne de production open source.

## Fiche technique
La liste des membres du projet est annoncée de 20 juin 2009.
- Réalisation : Colin Levy
- Concept : Martin Lodewijk
- Scénario : Esther Wouda
- Musique : Jan Morgenstern
- Direction artistique : David Revoy[6]
- Modélisation : Angela Guenette
- Animation : Angela Guenette, Nathan Vegdahl, Lee Salvemini, Beorn Leonard, William Reynish, Jeremy Davidson
- 3D : Colin Levy, Ben Dansi
- Éclairages : Soenke Maeter et Pablo Vazquez
- Composition : Soenke Maeter, Pablo Vazquez et Dolf Veenliet
- Support technique : Brecht van Lommel et Campbell Barton
- Production : Ton Roosendaal
- Société de production : Fondation Blender
- Pays :  Pays-Bas
- Date de sortie : 30 septembre 2010

## Distribution
- Halina Reijn : Sintel[7]
- Thom Hoffman : le shaman[8]:

## Jeu vidéo
Sintel The Game est l'adaptation de Sintel en jeu vidéo. Il est créé à partir du Blender Game Engine.

## Problème juridique
Le 6 avril 2014 le film est bloqué unilatéralement sur YouTube par Sony pour des questions de droit d'auteur alors que cette société ne possède aucun droit sur le film. Cela pose le problème de la présomption d'innocence sur internet, la charge de la preuve n'incombant pas au demandeur — comme dans le Droit français, par exemple — mais plutôt à la partie qui est mise en cause. De plus les recours mis en place par YouTube sont complexes pour la plupart des artistes indépendants.[réf. nécessaire]
Sony avait déjà violé la licence de Big Buck Bunny en l'utilisant dans une publicité sans le créditer[réf. nécessaire].

## Bande originale
La bande originale est signée par Jan Morgenstern, qui avait déjà composé les musiques des deux premiers projets de courts-métrages de la fondation Blender, Elephants Dream et Big Buck Bunny, mais qui n'avait pas réalisé la bande-son du jeu open-source de la fondation, Yo Frankie!. La bande-originale de Sintel est composée de neuf pistes.
| Liste des titres | Liste des titres             | Liste des titres | Liste des titres | Liste des titres | Liste des titres | Liste des titres | Liste des titres | Liste des titres | Liste des titres |
| No               | Titre                        | Durée            |                  |                  |                  |                  |                  |                  |                  |
| ---------------- | ---------------------------- | ---------------- | ---------------- | ---------------- | ---------------- | ---------------- | ---------------- | ---------------- | ---------------- |
| 1.               | Snow Fight                   | 1:37             |                  |                  |                  |                  |                  |                  |                  |
| 2.               | Finding Scales - Chicken Run | 1:26             |                  |                  |                  |                  |                  |                  |                  |
| 3.               | The Ziggurat                 | 1:18             |                  |                  |                  |                  |                  |                  |                  |
| 4.               | Expedition                   | 1:33             |                  |                  |                  |                  |                  |                  |                  |
| 5.               | Dragon Blood Tree            | 0:47             |                  |                  |                  |                  |                  |                  |                  |
| 6.               | Cave Fight - Lament          | 2:25             |                  |                  |                  |                  |                  |                  |                  |
| 7.               | I Move On - Sintel's Song    | 2:49             |                  |                  |                  |                  |                  |                  |                  |
| 8.               | Circling Dragons             | 0:28             |                  |                  |                  |                  |                  |                  |                  |
| 9.               | Trailer Music                | 0:44             |                  |                  |                  |                  |                  |                  |                  |
| 13:22            |                              |                  |                  |                  |                  |                  |                  |                  |                  |

La bande-originale est disponible sur le site du projet Sintel et est disponible sous licence Creative Commons CC-BY-NC-ND 3.0. La couverture de l'album a été réalisé par Nick Bueltge. Les paroles de la chanson I Move On ont été chantées par Helena Fix. Par ailleurs, la partition avec les paroles est également disponible sur le site du projet Durian.

## Logiciels utilisés
- Blender 2.50 (version alpha)
- GIMP
- Inkscape
- MyPaint
- Krita
- OpenEXR
- Python
- SVN
- Ubuntu GNU/Linux (version 64 bits)

## Galerie

### Concept

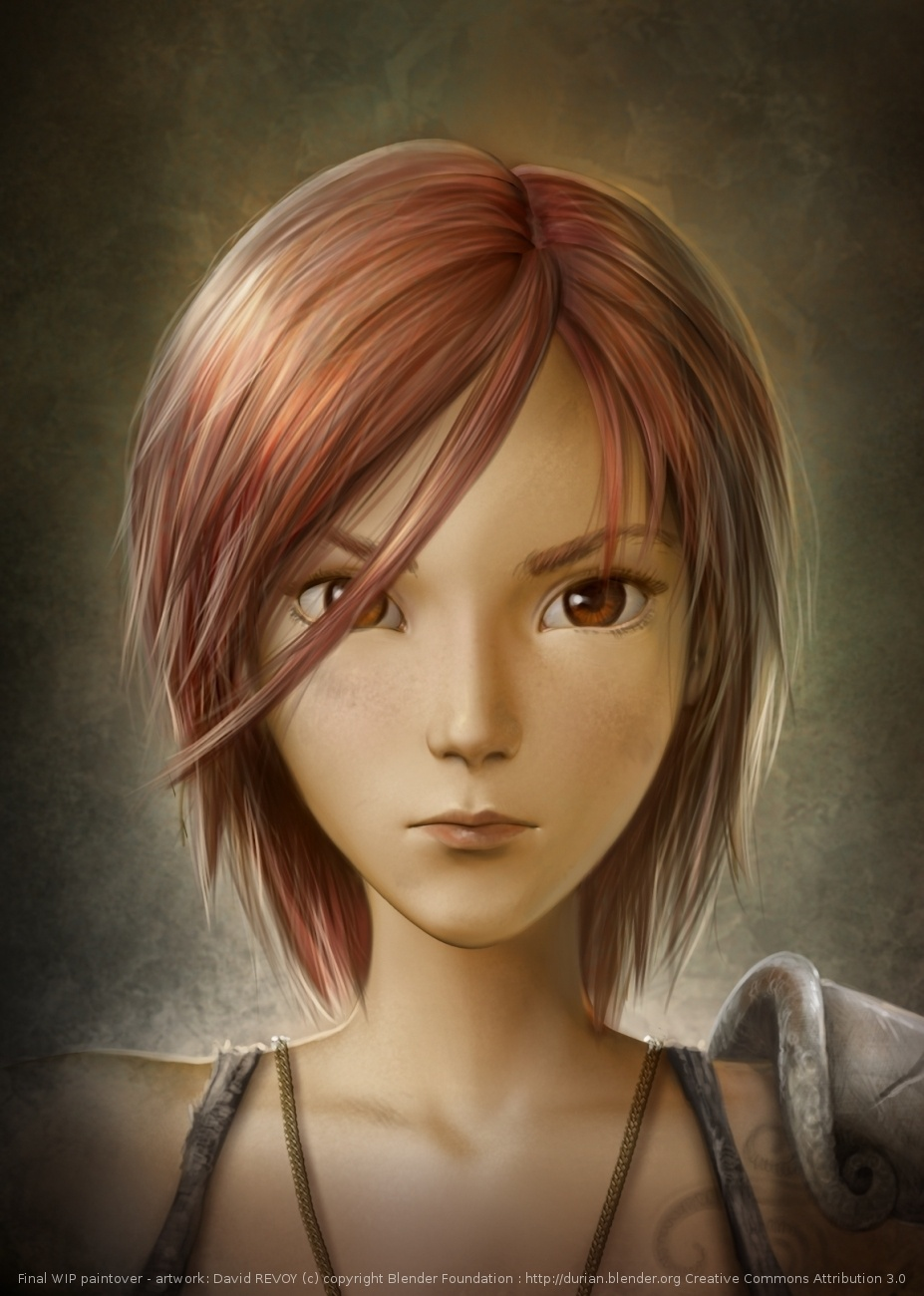
Portrait de Sintel
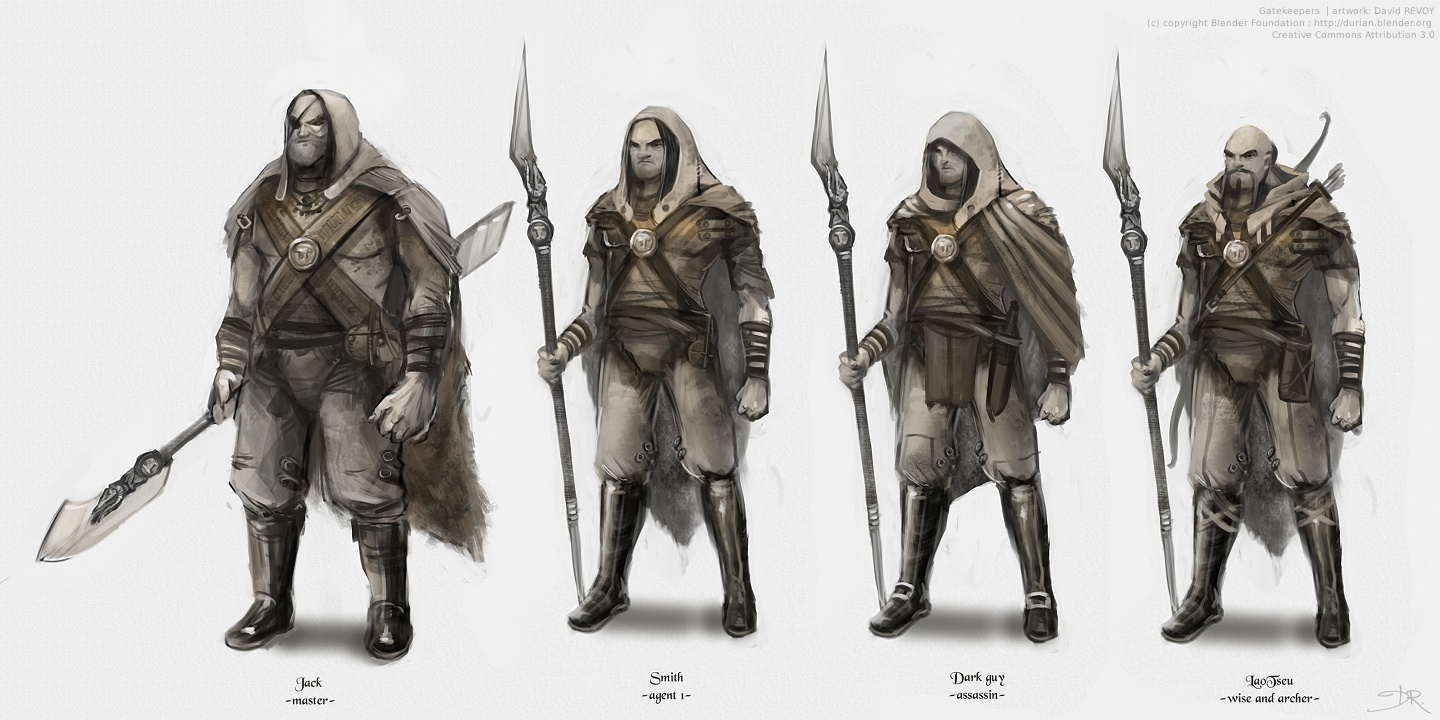
Gardiens (Gatekeepers)
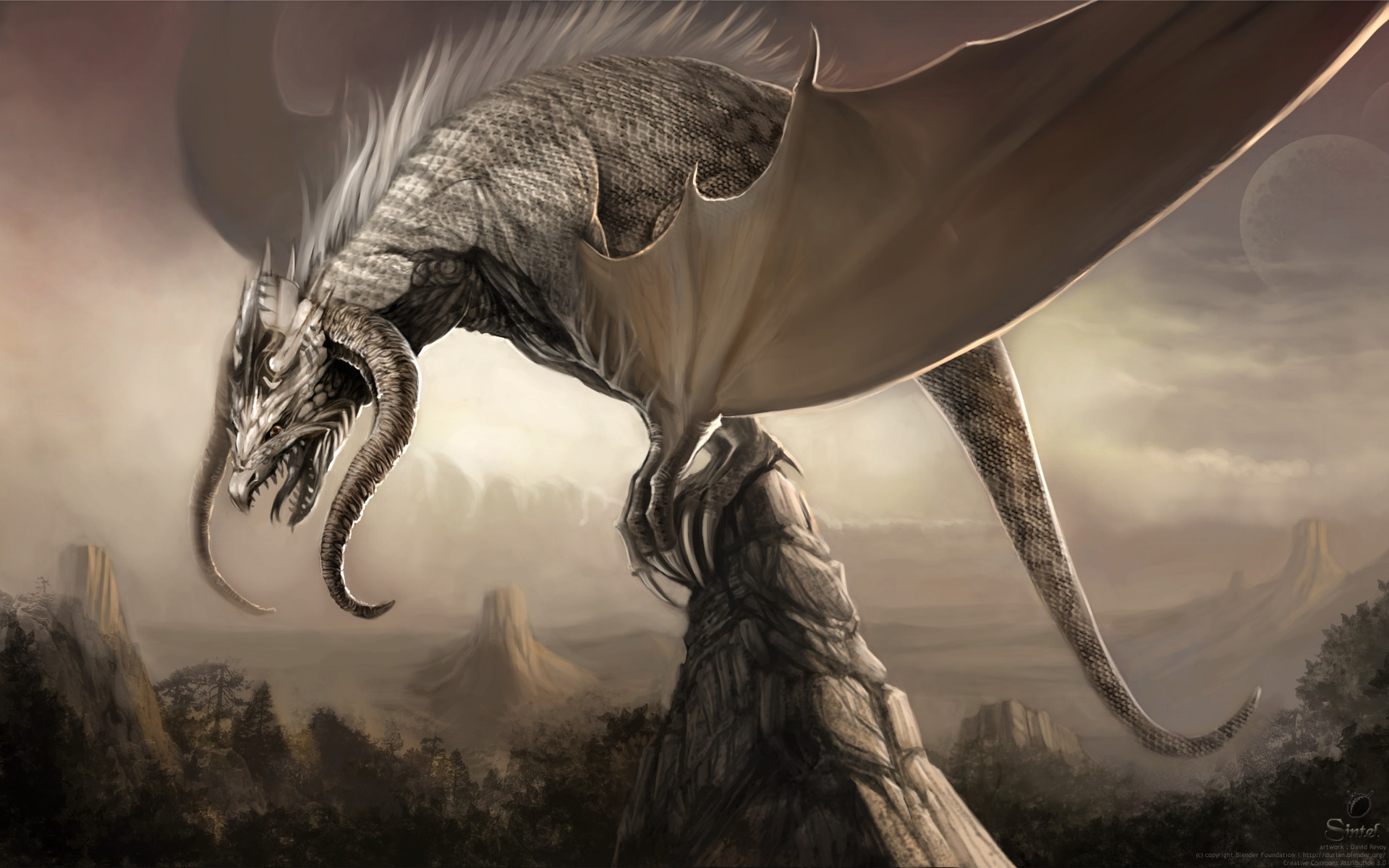
Dragon
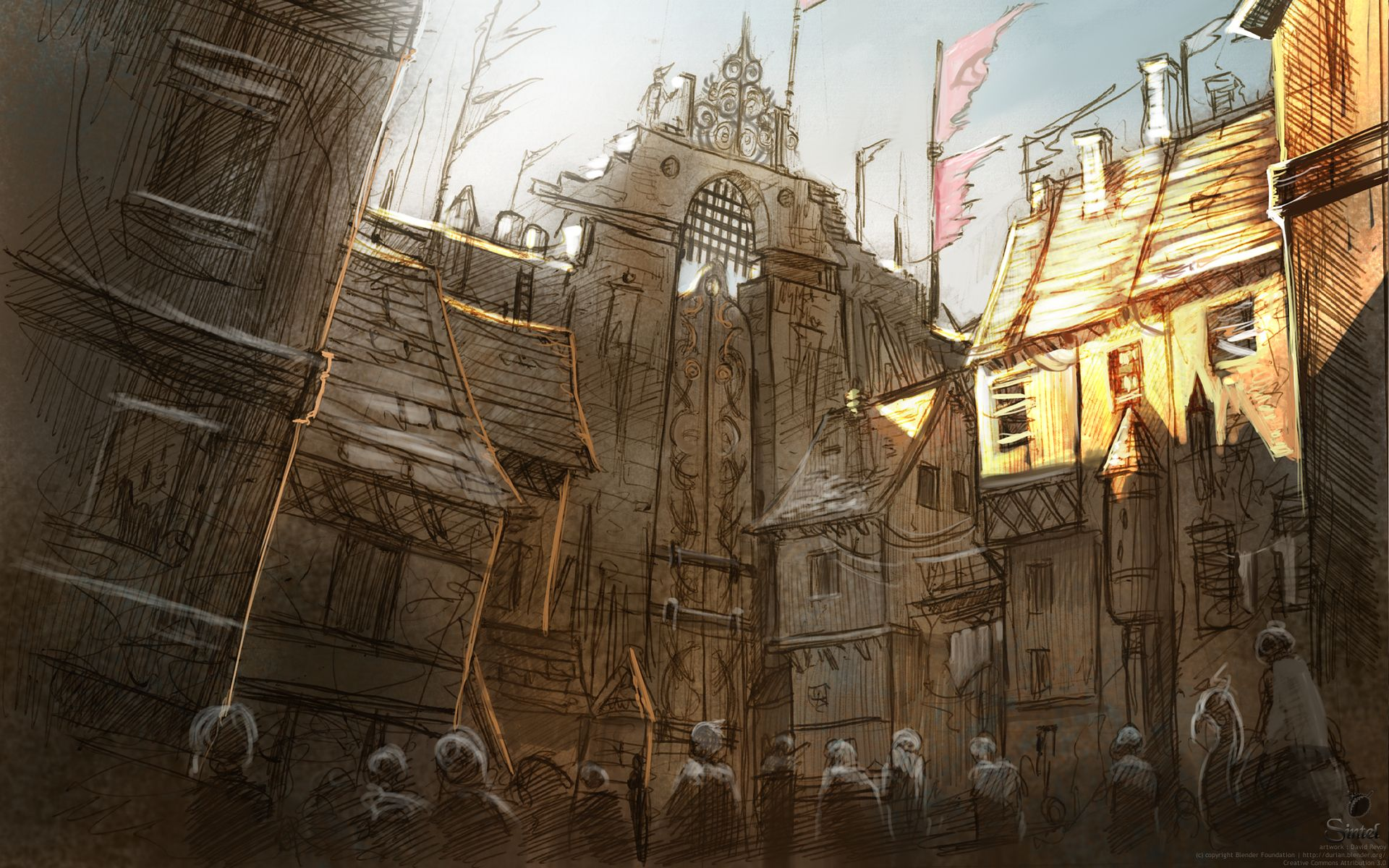
Cité d'Ishtar